# 14번 의자

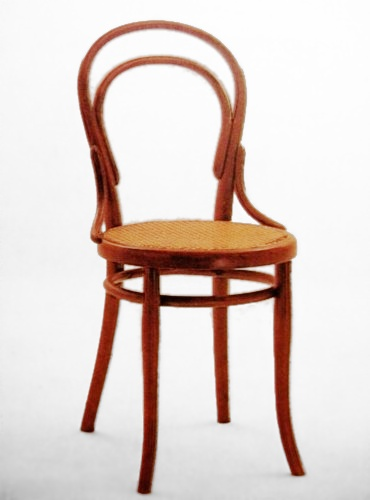
14번 의자

14번 의자(No. 14 chair)는 토네트(Thonet)에서 만든 의자이다. 비스트로 의자(bistro chair)로도 알려진 이 의자는 오스트리아 제국에서 미하엘 토네트(Michael Thonet)가 설계하여 1859년에 출시한, 세계에서 최초로 대량생산된 가구이다. 나무를 증기로 휘게 가공하여 만들었으며 저렴한 가격과 단순한 디자인으로 세계에서 가장 많이 판매된 의자들 중 하나이다. 1859년부터 1930년에 이르기까지 토네트 의자 회사는 14번 의자를 5,000만 개 이상 판매하였다.
14번 의자는 여섯 개의 증기를 통해 휜 나무 부분과 열 개의 나사, 두 개의 너트로 구성되어 있다. 의자의 나무 부분은 너도밤나무 조각을 섭씨 100도로 가열하여, 굽은 주철 금형에 압착하고 70도에서 20시간 동안 건조하여 제작되었다. 의자는 비숙련 노동자가 대량생산할 수 있도록 고안되었으며 운송 시에 공간을 절약하기 위해 분리될 수 있었다.

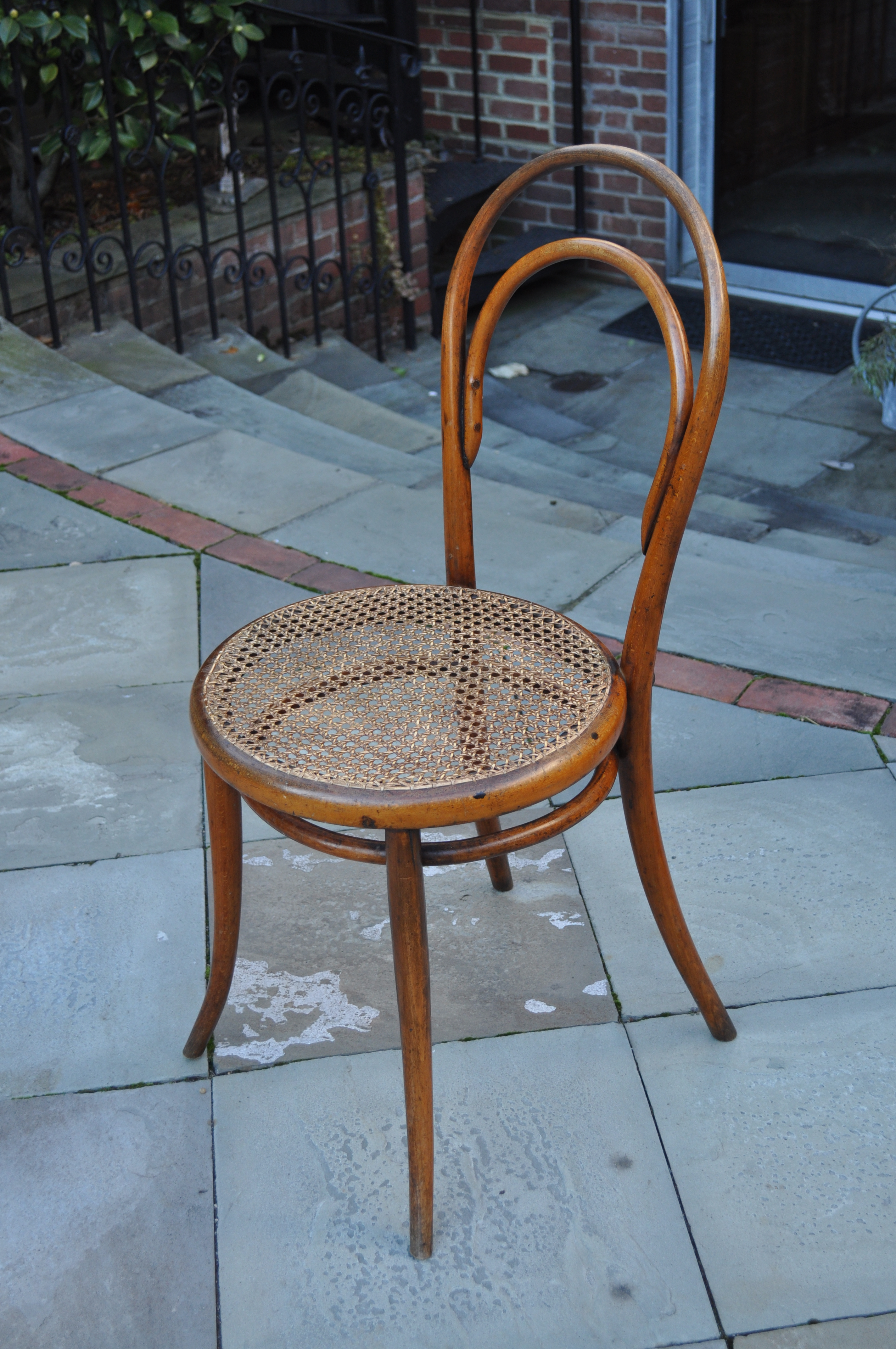
원본 디자인

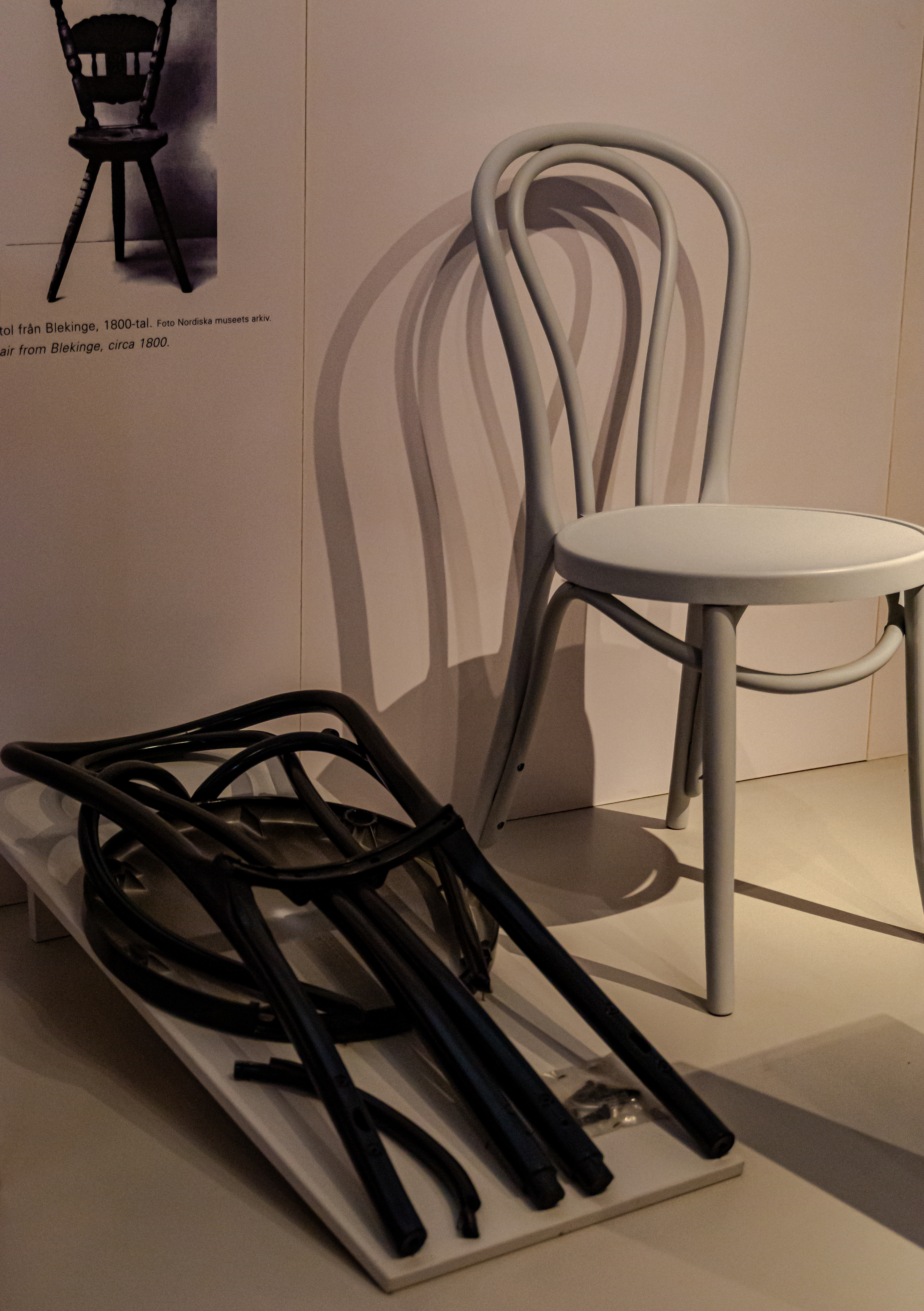
1961년 제작된 플라스틱 복제 의자